# Kon-Tiki

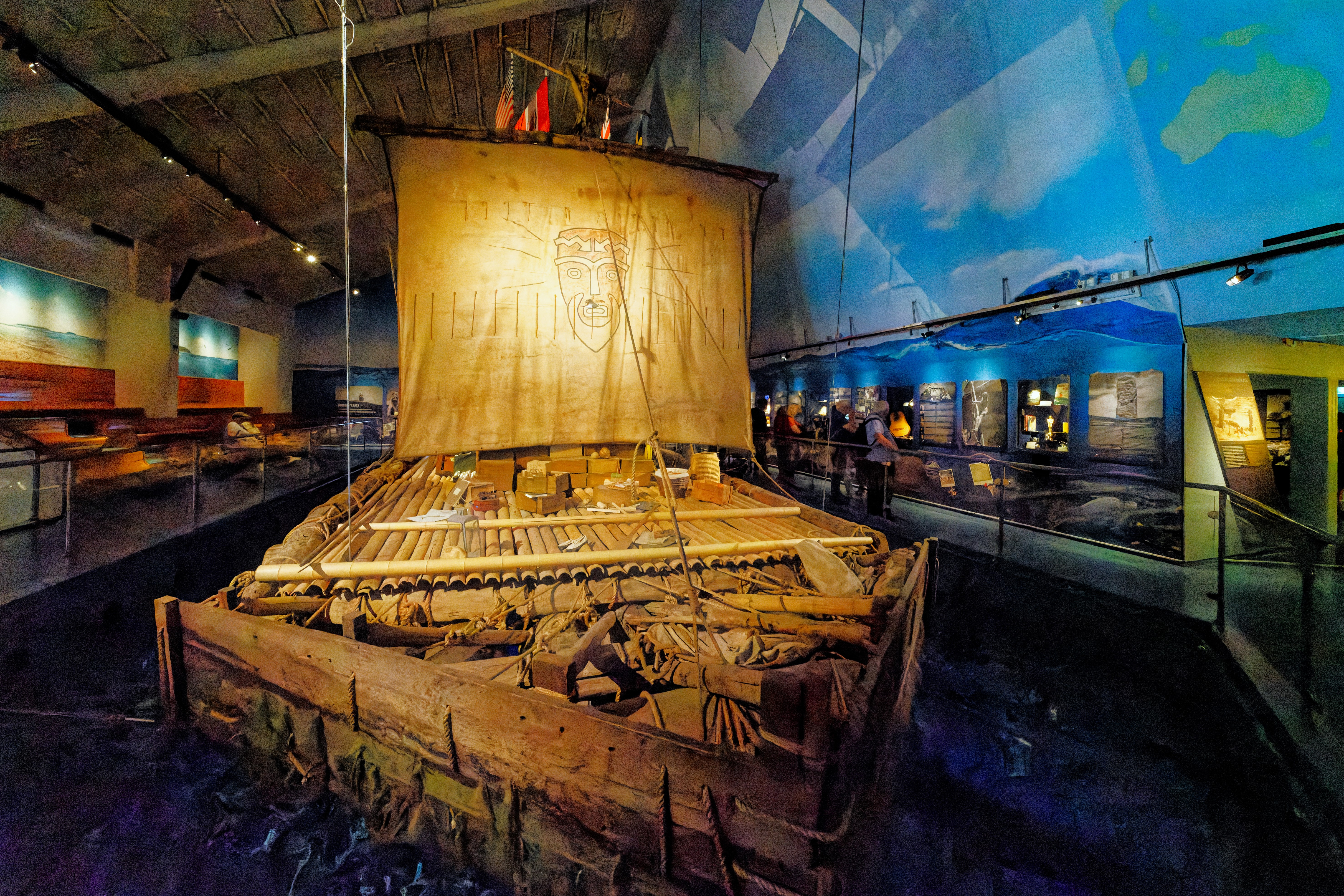
Das original erhaltene Floß im Kon-Tiki-Museum Oslo

Kon-Tiki ist ein Floß aus Balsaholz, mit dem der Norweger Thor Heyerdahl 1947 von Callao (Peru) aus über den Pazifik zum Tuamotu-Archipel segelte. Er zeigte, dass die Besiedlung Polynesiens von Südamerika aus mit den technischen Möglichkeiten des präkolumbischen Perus vor der Zeit der Inka theoretisch möglich gewesen ist.
Nach der Expedition schrieb Heyerdahl ein Buch mit dem Titel Kon-Tiki; der gleichnamige Dokumentarfilm über die Expedition gewann im Jahr 1951 einen Academy Award als bester Dokumentarfilm. Das Floß befindet sich heute im Kon-Tiki-Museum in Oslo.
Namensgeber war Qun Tiksi Wiraqucha, der Schöpfergott in der Mythologie der Inka. Er kam der Legende nach aus dem Osten, gründete als Kulturbringer Kon-Tiki die Zivilisation der Inka und segelte zuletzt weiter nach Westen.

## Vorgeschichte
Nach damals gängigen Theorien wurde Polynesien von Asien aus über Mikronesien oder Melanesien, jedenfalls von Westen nach Osten, besiedelt. Heyerdahl hielt, wie schon einzelne Autoren vor ihm, eine derartige Besiedelung Polynesiens von Asien aus zwar nicht für unmöglich, allerdings für weniger wahrscheinlich, da sie durchwegs gegen Wind und Strom (Passatwind und Äquatorialstrom) erfolgt wäre. Besiedlung von der nach Heyerdahl wahrscheinlicheren anderen Seite des Pazifiks, Amerika, wurde allerdings in Fachkreisen nicht einmal diskutiert, da sie der präkolumbischen Bevölkerung technisch unmöglich gewesen sei. Verfechter dieser allgemein akzeptierten Meinung war insbesondere der geachtete Archäologe Samuel Kirkland Lothrop (Harvard), der in seiner Abhandlung über das Balsafloß behauptet hatte, es wäre nach zwei Wochen gesunken.
Heyerdahl ging von zwei möglichen Hauptbesiedlungswegen aus:
- Von Südostasien aus, dem Japanstrom folgend, über British Columbia nach Hawaii und weiter ins Polynesische Dreieck.
- Von Südamerika aus, mit der starken Strömung des Humboldtstroms und vor dem Passatwind, westwärts.

Heyerdahl lehnte die Möglichkeit einer Besiedlung aus der direkten Gegenrichtung mit der Begründung ab, dass weder archäologische Funde Melanesiens noch Mikronesiens nennenswerte Gemeinsamkeiten mit der polynesischen Kultur aufwiesen, im Gegensatz zu südamerikanischen Artefakten. Auch botanische Erkenntnisse wiesen darauf hin, dass südamerikanische Pflanzen in Polynesien genutzt wurden, bevor Europäer das Gebiet besuchten, und auch deren Namen, etwa Kūmara, oft übereinstimmten. Bereits die Verbreitung der Pflanze über die Strömung war unwahrscheinlich, deren Name konnte aber gewiss nicht ohne begleitende Menschen übers Meer gekommen sein.
Die Reise der Kon-Tiki sollte daher einen Gegenbeweis zu Lothrops anerkannter Fachmeinung liefern.

## Die Expedition

### Das Floß
Das Floß wurde nach Berichten und Bildern aus der Zeit der spanischen Konquistadoren gebaut. Es bestand aus neun Stämmen Balsaholz, die bis zu 13,7 m lang und 60 cm stark waren. Sie waren mit 317,5 m 1,25″ (ca. 32 mm) dicken Hanfseilen verbunden. Die Querhölzer aus Balsastämmen, die 5,5 m lang waren und einen Durchmesser von 30 cm hatten, waren in Abständen von 1 m festgebunden. Zwei Bretter aus Kiefernholz dienten am Bug als Wellenbrecher, und mehrere 2,5 cm dicke und 60 cm lange Bretter wurden zwischen den Balsastämmen als Schwerter verwendet. Der 8,8 m hohe Mast war aus zwei Stämmen aus Mangrovenholz zu einer A-Form zusammengebunden. Dahinter befand sich eine Hütte von 4,25 × 2,4 m Grundfläche, die 1,2–1,5 m hoch und mit Bananenblättern gedeckt war. Am Heck war ein 5,8 m langes Steuerruder aus Mangrovenholz mit einem Ruderblatt aus Fichtenholz angebracht.
Das Hauptsegel war 4,6 × 5,5 m groß; Fotos zeigen auch ein Topsegel über dem Hauptsegel und ein Treibersegel.
Das Deck bestand teilweise aus Bambusgeflecht. Für die Konstruktion wurden nur traditionelle Baumaterialien verwendet, Metallteile gab es nicht.

### Verpflegung
Die Kon-Tiki hatte 1100 Liter Trinkwasser in 56 Wasserkannen an Bord. Als Proviant dienten 200 Kokosnüsse, Süßkartoffeln, Flaschenkürbisse und andere Früchte sowie Wurzelgemüse. Die US Army stellte Essensrationen, Konservendosen und Survivalausrüstung zur Verfügung. Es stellte sich jedoch heraus, dass die Besatzung auch von Fischfang und seinerzeit möglicher Verproviantierung überlebt hätte. Gefangen wurden Fliegende Fische, Goldmakrelen, Gelbflossen-Thun und Haie.

### Technische Ausstattung

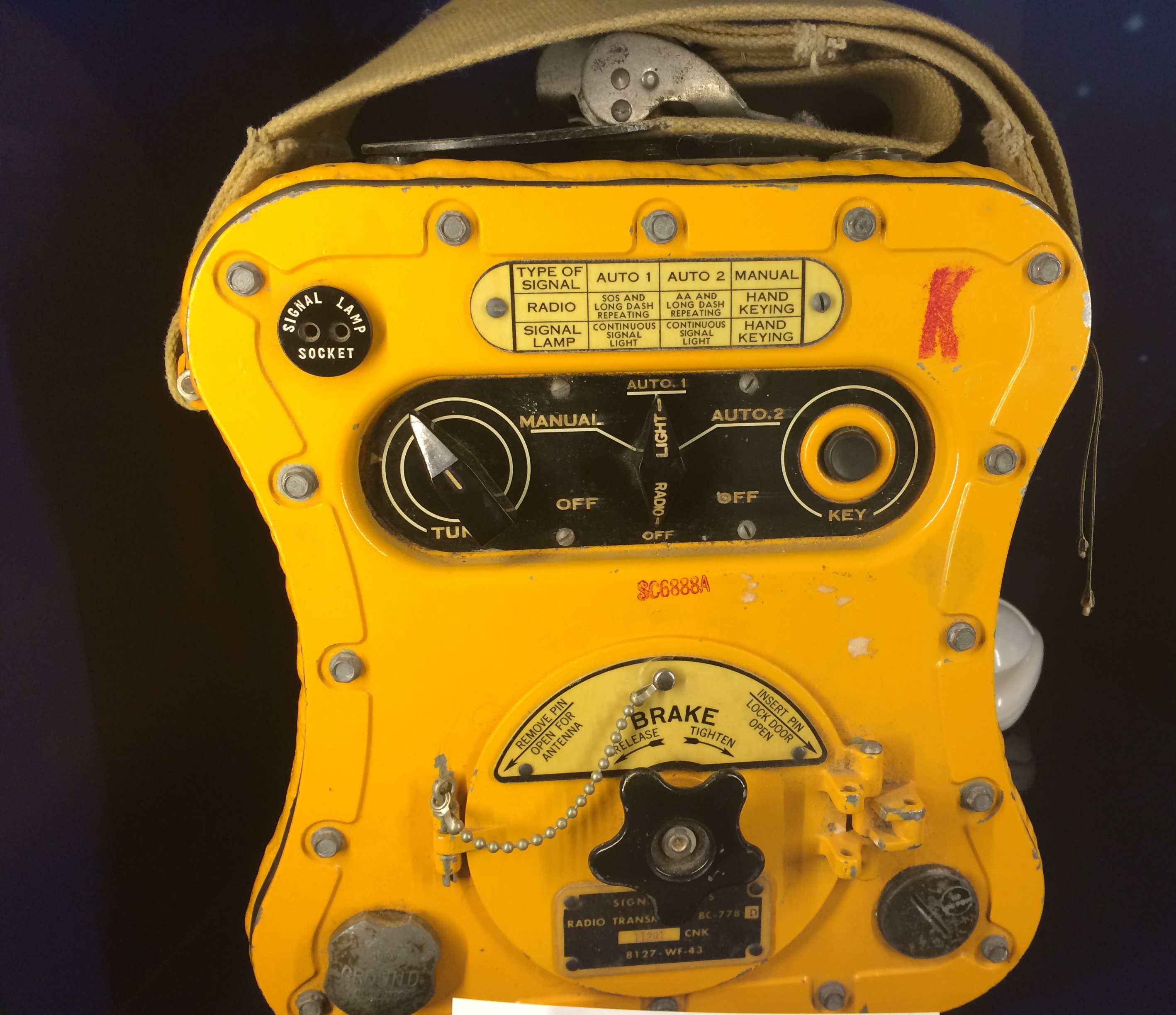
Auf der Kon-Tiki eingesetztes Funkgerät

Neben Kompass und Sextant sowie etwas medizinischer Ausrüstung gab es auch drei wasserdichte Funkgeräte an Bord sowie eine Drachenantenne. Rufzeichen war LI2B. Knut Haugland und Torstein Raaby (beide waren erfahrene Militärfunker in der norwegischen Widerstandsbewegung während der deutschen Besatzung von Norwegen im Zweiten Weltkrieg) gelangen regelmäßig Kontakte auf Kurzwelle, am 5. August sogar direkt nach Oslo auf Amateurfunk-Frequenzen. Die weitgehend baugleichen Geräte – je eines für 40/20 m, 10 m und 6 m Wellenlänge – waren aus Röhren des Typs 2E30 aufgebaut und lieferten etwa 6 W HF-Leistung. Sie wurden zwar aus Batterien versorgt, doch stand auch ein handbetriebener Generator zur Verfügung.

### Besatzung
- Thor Heyerdahl (1914–2002), der Leiter der Expedition und wie fast alle anderen Besatzungsmitglieder Norweger.
- Erik Hesselberg (1914–1972), Steuermann und Künstler. Er malte auch das Gesicht auf das Segel des Floßes.
- Bengt Danielsson (1921–1997), der einzige Schwede, war der Koch. Als Anthropologe war er wissenschaftlich an Heyerdahls Theorie interessiert. Außerdem konnte er als einziges Expeditionsmitglied spanisch sprechen.
- Knut Haugland (1917–2009) war der Funker. Er hatte als Agent an der Sabotage der Norsk-Hydro-Fabrik für Schweres Wasser im norwegischen Rjukan mitgewirkt.
- Torstein Raaby (1920–1964), ebenfalls Funker, war als Agent in Norwegen an der Vorbereitung zur Versenkung der Tirpitz beteiligt.
- Herman Watzinger (1916–1986), deutschstämmiger Ingenieur, zweiter Kommandant, fertigte die hydrographischen und meteorologischen Aufzeichnungen an.

### Ablauf
Die Reise begann am 28. April 1947 in Callao, nachdem das Floß tags zuvor getauft worden war. Das Floß wurde zunächst von der Küste freigeschleppt, um der Küstenschifffahrt nicht ins Gehege zu kommen. Die Gefahr, das Floß zu spät zu bemerken, wäre für die prinzipiell ausweichpflichtigen Schiffe zu groß gewesen, rettende Ausweichmanöver des Floßes andererseits unmöglich.
Wie erwartet, schob der Humboldtstrom das Floß in westliche Richtung. Da das Segel grundsätzlich vor dem Wind wirkt, ermöglichte das Ruder eine Steuerung nur in Grenzen. Erst im Laufe der Fahrt lernte die Besatzung die Wirkung der Steckkiele zu nutzen, die nennenswerte Abweichungen des Kurses von der Windrichtung ermöglichten.
Während der Fahrt wurde auch klar, dass sich entgegen den Fachmeinungen die Baumstämme durch ihren Saft gleichsam selbst imprägnierten und das Eindringen von Meerwasser verhinderten, das Floß also weitaus länger schwimmfähig blieb, als vorhergesagt. Stahltrossen und Metallbeschläge, von denselben Fachleuten als unentbehrlich genannt, hätten hingegen die Holzkonstruktion zerschnitten und das Scheitern des Experiments bedeutet.
In der Passatzone konnte man Regenwasser auffangen und die Trinkwasservorräte ergänzen. Kurzwellenfunk ermöglichte regelmäßigen Kontakt mit Funkamateuren, insbesondere in den USA. Am 30. Juli kam mit dem Atoll Puka-Puka zum ersten Mal Land in Sicht, konnte jedoch mangels Manövrierfähigkeit nicht angelaufen werden: Das Floß driftete vorbei. Anlandung auf Fangatau am 4. August war ebenfalls nicht möglich. Drei Tage später, am 7. August, lief das Floß vor Raroia im Tuamotu-Archipel vor dem Wind auf das Riff auf. Es hatte in 101 Tagen rund 3.770 sm (6.980 km) bei einer Durchschnittsgeschwindigkeit von 1,5 Knoten zurückgelegt.
Die Aufbauten der Kon-Tiki wurden bei der Landung beschädigt (die Hütte brach zusammen), die neun Hauptstämme des Floßes blieben jedoch intakt. Die Besatzung ging an Land und wurde nach einer Woche von Polynesiern entdeckt, die auf der anderen Seite des Atolls lebten. Das Floß wurde bald darauf bei höherem Gezeitenstand über das Riff hinweg in die Lagune gespült. Anschließend wurde es nach Tahiti geschleppt und mit Hilfe norwegischer Reeder nach Norwegen gebracht, wo man in Oslo das Kon-Tiki-Museum errichtete.
Die Expeditions-Vorbereitung und Begleitung vom Land aus wurde von Gerd Vold Hurum maßgeblich mitgeprägt. Die Leistung dieser Frau im Hintergrund der Expedition wird beim Kon-Tiki-Museum beschrieben.

## Wissenschaftliche Bedeutung

### Meeresfauna
Eine Art der Schlangenmakrelen wurde während der Kon-Tiki-Expedition entdeckt, als ein Exemplar nachts in den Schlafsack des Besatzungsmitglieds Torstein Raaby gespült wurde. Eine weitere Schlangenmakrele wurde nachts dabei beobachtet, wie sie versuchte, eine Laterne anzugreifen.
Außerdem kam es zu einer der seltenen Sichtungen eines Walhais.

### Nautik und Ozeanografie
Heyerdahl bewies, dass die Wissenschaft die Seegängigkeit antiker Wasserfahrzeuge erheblich unterschätzt hatte, und außerdem, dass auch ein primitives Floß entgegen zeitgenössischer Fachmeinung mit den Mitteln der Präkolumbianer steuerbar war. Prognosen, nach denen das Floß sich wie ein Spielball im Wind verhielte, wurden widerlegt. Wenngleich es der Besatzung der Kon-Tiki noch nicht gelang, zu kreuzen, also wesentlich von der Windrichtung abzuweichen.
Etwa 600 Meilen südwestlich der Galapagosinseln konnte die Position eines in der Seekarte verzeichneten, vermuteten Riffs angesteuert werden. Eine Lotung bestätigte, dass es sich um eine Phantominsel handelt und die berichteten Brandungswellen nicht existieren.
Heyerdahl beschreibt eine Begegnung mit Monsterwellen, er schildert in seinem Buch ein „Drei-Schwestern“-Phänomen: Während einer Nachtwache bei ruhiger See kommt eine „ungewöhnlich große Woge“, die von zwei weiteren Wellenwänden gefolgt wird. Das Floß wird von den Wellen gehoben und gerät in die brechenden Wellenberge. Nach den drei Wellen beschreibt der Autor die See wieder als so ruhig wie vor der Begegnung.

### Anthropologie
Heyerdahl erbrachte zwar den Beweis dafür, dass eine Besiedelung Polynesiens von Südamerika aus technisch möglich gewesen wäre; Anthropologen werten die Fahrt der Kon-Tiki aber nicht als wissenschaftlichen Beweis für die Theorie Heyerdahls. Die Möglichkeit der Durchführung bedeutet nicht, dass ein Ereignis auch tatsächlich stattgefunden hat.
Der genaue Ursprung der Polynesier ist bislang nicht geklärt, obgleich gentechnische Untersuchungen zeigen, dass die Besiedlung von Inseln von der Umgebung Neuguineas ausging, von Menschen ostasiatischer Abstammung.
Im Juli 2020 wurden Ergebnisse von genetischen Untersuchungen veröffentlicht, die einen Kontakt zwischen den ostpolynesischen Inseln – insbesondere der Osterinsel – und südamerikanischen Stämmen lange vor dem Eintreffen der ersten Europäer belegen.

## Rezeption

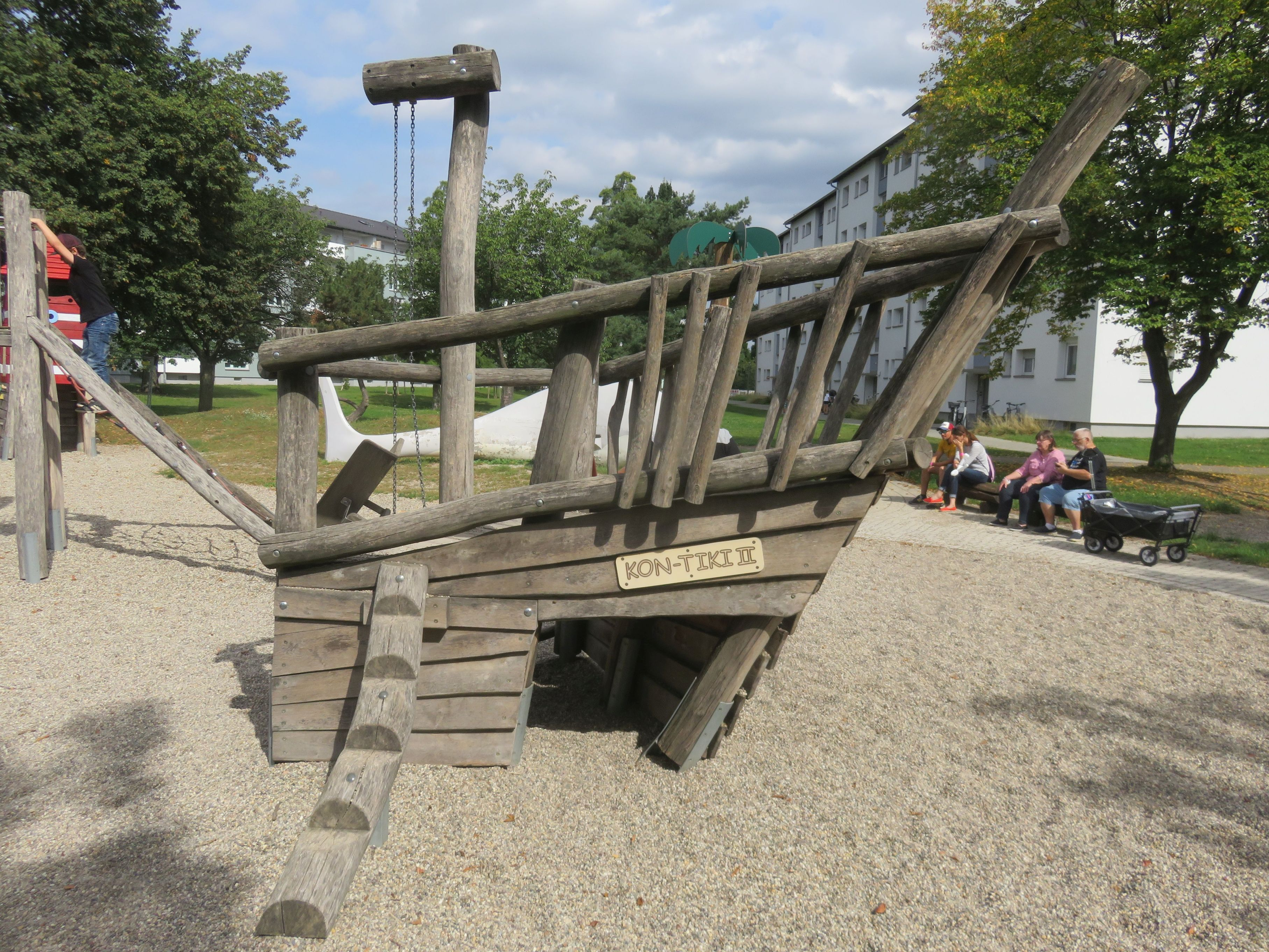
Kon-Tiki als Klettergerüst auf einem Kinderspielplatz

Der Schweizer Uhrenhersteller Eterna nannte eine seiner Modellreihen KonTiki, nachdem alle Besatzungsmitglieder des Floßes mit Uhren dieser Marke ausgestattet worden waren (zur Zeit der Expedition war Eterna einer der wenigen Hersteller weltweit, die wasserdichte Uhren liefern konnten).

### Film
2012 wurde die Kon-Tiki-Expedition als Spielfilm in einem biografischen Filmdrama verfilmt. Das Kon-Tiki-Museum präsentierte 2012 in einer Extra-Ausstellung Produktion und Entwicklung des Kon-Tiki-Films.

### Musik
Unter dem Namen Kon-Tiki veröffentlichte die Instrumentalgruppe The Shadows 1961 ein Gitarrenstück, das in Großbritannien als Nr. 1 in den Charts gelistet wurde. 1980 veröffentlichte die deutsche Disco-Gruppe Dschinghis Khan auf ihrem Album Rom ein Lied über diese Thematik. Die Gruppe Fernando Express verarbeitete die Geschichte der KonTiki 1991 zu dem Lied Farewell Kontiki und veröffentlichte es sowohl als Single als auch auf dem Album Unter den Sternen des Südens. Im Jahr 2012 veröffentlichte der niederländische DJ Hardwell eine Single namens Kontiki. Ebenfalls 2012 veröffentlichte Schiller den Song Kon-Tiki auf dem Album Sonne.